# Rende Calcio 1968
Rende Calcio 1968 Srl  là một câu lạc bộ bóng đá Ý, có trụ sở tại Rende, Calabria.

## Lịch sử

### Rende Calcio

Logo cũ của Rende

Câu lạc bộ được thành lập vào năm 1968 với tên Sesso Rende và được đổi tên thành Rende Calcio. Huấn luyện viên đầu tiên của câu lạc bộ là Mario Portone, người sau đó trở thành thị trưởng của thành phố Calabrian, và lần đầu tiên được thăng chức lên Serie C2 vào năm 1978, và thậm chí là Serie C1 một năm sau đó. Rende đã chơi năm mùa Serie C1 liên tiếp trước khi bị rớt hạng trở lại Serie C2 năm 1984 và Serie D năm 1987. Năm 1992, câu lạc bộ xuống hạng một lần nữa, lần này là Eccellenza Calabria, và chỉ trở lại Serie D vào năm 1997.
Rende đã xuống hạng một lần nữa vào năm 2000, nhưng hai lần thăng hạng liên tiếp từ 2003 đến 2005 đã khiến câu lạc bộ trở lại chuyên nghiệp, trải qua hai mùa giải ở Serie C2, và cũng chơi ở Coppa Italia, thua 4-0 trước Lazio trong một trận đấu ở Rome.
Vào tháng 7 năm 2007, câu lạc bộ chuyển đến Cosenza và đổi tên thành Fortitudo Cosenza, thay thế câu lạc bộ địa phương AS Cosenza Calcio, nơi đang đối mặt với vấn đề tài chính. Chủ sở hữu của câu lạc bộ cũng đã thay đổi từ Franco Chiappetta thành Damiano Paletta vào tháng 3 năm 2007 

### S.S. Rende
Câu lạc bộ đã được thành lập lại vào năm 2007 khi chuyển đổi cái tên của câu lạc bộ địa phương nhỏ là Santo Stefano sang Società Sportiva Rende. 
Câu lạc bộ đã giành được Prima Cargetoria năm 2008 và Promozione năm 2009.

### Quay trở lại Serie D
Trong mùa giải 2012-13 đội đã được thăng hạng từ Eccellenza Calabria lên Serie D để lấp chỗ trống đã tạo.

### Quay trở lại Serie C
Trong mùa giải 2016-17, đội đã chơi ở Serie D và đứng thứ hai trên sân bóng. Nó cũng giành chiến thắng trong trận chung kết play-off với Cavese với tỷ số 2-1 tại sân vận động Marco Lorenzon ở Rende.
Vì lý do này, đội đã được khởi động tại Serie C 2017-2018.

## Màu sắc và huy hiệu
Màu sắc của đội là đỏ và trắng.